# G. Wilson Knight
George Richard Wilson Knight (1897–1985) var en engelsk litteraturhistoriker, känd framför allt för sina tolkningar av mytologiskt innehåll i litteraturen, samt för The Wheel of Fire, en samling essäer om William Shakespeares pjäser. Han var också skådespelare och teaterdirektör. Knight trodde på spiritism och var vice-president för Spiritualist Association of Great Britain.

## Arbeten
- Myth and Miracle: an Essay on the Mystic Symbolism of Shakespeare (1929)
- The Wheel of Fire, Interpretations of Shakespearian Tragedy (1930)
- The Imperial Theme (1931)
- The Shakespearian Tempest (1932)
- The Christian Renaissance, with interpretations of Dante, Shakespeare, and Goethe, and a note on T. S. Eliot (1933)
- Shakespeare and Tolstoy (1934)
- Principles of Shakespeare's Production (1936)
- Atlantic Crossing: an Autobiographical Design (1936)
- The Burning Oracle, Studies in the Poetry of Action (1939)
- The Sceptred Isle: Shakespeare's Message for England at War (1940)
- The Starlit Dome: studies in the Poetry of Vision (1941)
- Chariot of Wrath: the Message of John Milton to Democracy at War (1942)
- The Olive and the Sword: a Study of England's Shakespeare (1944)
- The Dynasty of Stowe (1945)
- Hiroshima, on Prophecy and the sun-bomb (1946)
- The Crown of Life: Essays in Interpretation of Shakespeare's Final Plays (1947)
- Christ and Nietzsche: an Essay in Poetic Wisdom (1948)
- The Imperial Theme: Further Interpretations of Shakespeare's Tragedies, including the Roman Plays (1951)
- Lord Byron: Christian Virtues (1952)
- Byron's Dramatic Prose (1953)
- The Last of the Incas, a Play on the Conquest of Peru (1954)
- Laureate of Peace: on the Genius of Alexander Pope (1954)
- The Mutual Flame: on Shakespeare's Sonnets and The Phoenix and the Turtle (1955)
- Lord Byron's Marriage: The Evidence of Asterisks (1957)
- The Sovereign Flower: on Shakespeare as the poet of Royalism (1958)
- Ibsen (1962)
- The Golden Labyrinth: a Study of British Drama (1962)
- Byron and Hamlet (1962)
- The Saturnian Quest: a Chart of the Prose Works of John Cowper Powys (1964)
- Byron and Shakespeare (1966)
- Gold-Dust, with Other Poetry (1968)
- Shakespeare and Religion: Essays of Forty Years
- Neglected Powers: Essays on 19th and 20th Century Literature (1971)
- Jackson Knight: a Biography (1975)
- Virgil and Shakespeare (1977)
- Shakespeare's Dramatic Challenge: on the Rise of Shakespeare's Tragic Heroes (1977)
- Symbol of Man: on Body-soul for Stage and Studio (1979)
- Shakespearian Dimensions (1984)
- Visions and Vices: Essays on John Cowper Powys (1989)